# Zion (The Matrix)
Planta de Zion.
Zion é a principal cidade de toda a série The Matrix. É a última ainda povoada pelos seres humanos e se localiza no manto terrestre, próximo ao Núcleo da Terra.
Seu nome deriva de Sião.

## História
Após o ataque das Nações Unidas contra o País das Máquinas recém-criado, foi iniciada uma guerra nuclear global entre os países formados por humanos e as máquinas. Após vários planos desesperados para deter a onda aparentemente interminável de tecno-soldados das Máquinas, os líderes humanos perceberam que as máquinas tinham uma boa chance de ganhar. Os humanos começaram então a poluir a atmosfera terrestre com o intuito de tapar a luz solar, o que faria com que as baterias solares das máquinas deixassem de funcionar. No entanto, elas se readaptaram a tempo, e passaram a utilizar baterias geradas a partir do calor natural de corpos de seres humanos. A utilização de seres humanos como baterias é que dá origem à Matrix.
Zion, uma cidade totalmente subterrânea, surge através dos sobreviventes da guerra e fugitivos da Matrix, sendo o último foco da humanidade livre, uma vez que a superfície da Terra tornou-se um frio e perigoso deserto, rapidamente se tornando inabitável devido à nuvem criada pela chamada Operação Tempestade Negra. As Máquinas capturaram vivos, ou mortos, quase todos os seres humanos, com exceção dos habitantes de Zion. Os sobreviventes capturados foram presos e colocados em torres recém-construídas, em cúpulas chamadas "bio-elétrico" com as suas mentes colocadas na Matrix para mantê-los dóceis. Vinte e três presos foram libertadas por uma figura misteriosa que Matrix controla referido-se como "The One", levando-as à Zion.

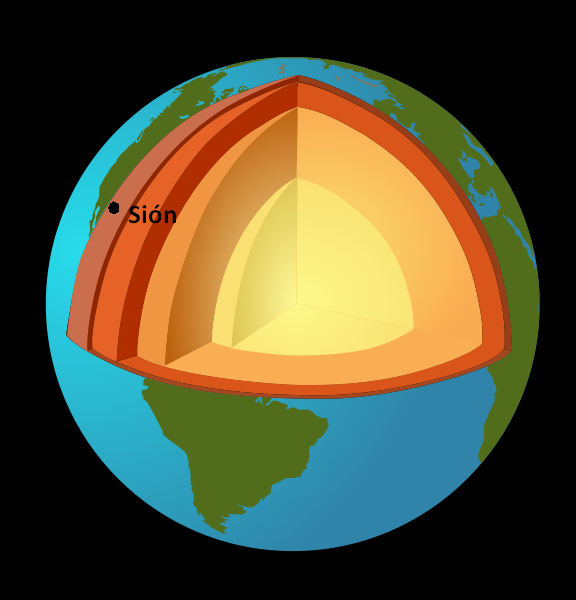
Localização de Zion.

Zion foi inicialmente construída para o propósito de salvar a raça humana da sequência de guerras contra os exércitos das Sentinelas. No entanto, um programa de computador chamado O Arquiteto, o criador e manipulador da Matrix, manipulou a situação para que Zion servisse como controle para a sobrevivência do programa de duas maneiras. Em primeiro lugar, as máquinas permitiram a todos os seres humanos que não fizeram, ou não quiseram, aceitar a Matrix para poderem viver no mundo físico, sem ter de recapturá-los (com esta dissidência, havia redução na rejeição exponencial da população na Matrix, implementando na "cultura" dos seres humanos a sua natureza de não aceitar um mundo perfeito e na sua revolta natural). Em segundo lugar, o arquiteto, periodicamente, destruía Zion e seus habitantes como parte de um acordo de coagir o Escolhido em reinserir o "Primeiro Programa", um código de programa necessário para manter a matriz, permitindo a Matrix e Zion em continuar a ser reconstruída por sobreviventes escolhidos sem memória da destruição. Esse ciclo foi interrompido quando o sexto Escolhido recusou-se a reentrar no programa e, em vez disso, intermediou o cessar-fogo com as máquinas, no final de Matrix Revolutions.

## Controvérsia
Matrix Revolutions, último filme da trilogia, foi interpretado de duas possíveis formas pelos fãs da série. Houve quem entendesse que existia uma Matrix dentro da outra, e Zion não fizesse parte do mundo real, mas também como sendo uma ilusão. Outros no entanto, entenderam que Zion faria sim parte do mundo real, e os poderes demonstrados pelo escolhido fora da Matrix seriam somente suas conexões telepáticas em relação às máquinas.